# ワイリー (テキサス州)
ワイリー（Wylie）は、アメリカ合衆国テキサス州のコリン郡にある都市。人口は5万7526人（2020年）。ダラスの北東40キロメートルに位置している。伝統的に酪農と玉ねぎ栽培が盛んである。近年はベッドタウン化が進行しており人口は増加傾向にある。市域の一部はダラス郡とロックウォール郡に入っている。

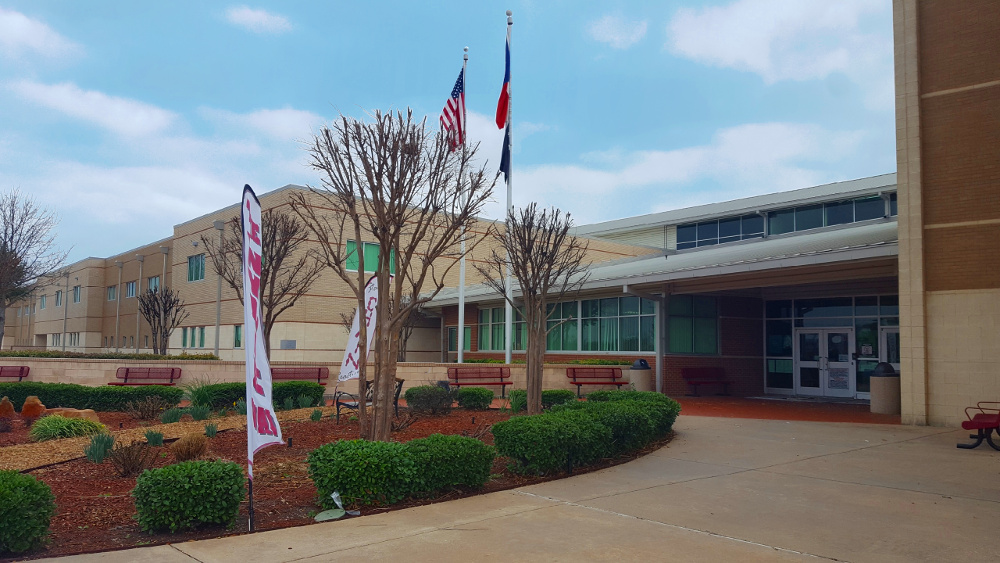
ワイリー高校